# Amorinópolis
Amorinópolis es un municipio brasilero del estado de Goiás. Su población estimada en 2004 era de 4.000 habitantes. Creado el 14 de noviembre de 1958, el municipio de Amorinópolis cambió su nombre de Campo Limpio a Amorinópolis, en homenaje al autor del proyecto de ley que creaba este municipio, el diputado Israel de Amorim. 